# Algebraicky uzavřené těleso
Matematický pojem algebraicky uzavřené těleso označuje takové těleso {\displaystyle T}, pro které platí, že každý mnohočlen stupně alespoň 1 s koeficienty z tělesa {\displaystyle T} má v {\displaystyle T} alespoň jeden kořen.

## Příklady
Těleso reálných čísel není algebraicky uzavřené, neboť například mnohočlen {\displaystyle x^{2}+1=0} nemá v reálných číslech žádné řešení, ačkoliv je stupně 2 a všechny jeho koeficienty (totiž 1 a 1) jsou reálná čísla. Jednička je obsažena i v každém podtělese reálných čísel, proto pro podtělesa reálných čísel můžeme použít stejný argument a vidíme, že ani ona nejsou algebraicky uzavřená. Tedy speciálně těleso racionálních čísel není algebraicky uzavřené.
Algebraicky uzavřené není ani žádné konečné těleso. Označíme-li totiž prvky konečného tělesa po řadě {\displaystyle a_{1},a_{2},\dots ,a_{k}}, můžeme zkonstruovat mnohočlen {\displaystyle (x-a_{1})(x-a_{2})\cdots (x-a_{k})+1}, který je zřejmě stupně alespoň 1 a přitom žádný z {\displaystyle a_{1},a_{2},\dots ,a_{k}} není jeho kořenem.
Naproti tomu těleso komplexních čísel algebraicky uzavřené je, jak říká základní věta algebry. Další algebraicky uzavřené těleso představují algebraická čísla, což je nejmenší algebraicky uzavřené nadtěleso racionálních čísel (a zároveň jde o podtěleso čísel komplexních).